# 4518 Raikin
4518 Raikin је астероид главног астероидног појаса чија средња удаљеност од Сунца износи 2,316 астрономских јединица (АЈ).
Апсолутна магнитуда астероида је 13,8.